# Politikåret 1952

## Händelser

### Maj
- Maj – Sveriges riksdag beslutar att införa en ny metod för att fördela mandaten vid andrakammarvalen till den. Den d’Hondtska metoden ersätts av den jämkade uddatalsmetoden. Samtidigt förbjuds valkarteller.

### Juli
- 23 juli – Östtyskland delas in i distrikt.[1]
- 25 juli – Samväldet Puerto Rico grundas.[2]

### September
- September – I slutet av månaden uppmärksammas i Sverige att hustrun till Bondeförbundets ledare Gunnar Hedlund i sin av maken uppgjorda deklaration missat att ta upp en inkomst på 8 100 kronor. Gunnar Hedlund döms senare av domstol för detta.

### November
- 11 november – Regeringsrätten i Sverige beslutar att andrakammarvalen i Kristianstads län och Jämtlands län ska göras om. Detta sker den 14 december 1952.

## Val och folkomröstningar
- 21 september – Andrakammarvalet i Sverige 1952 till Sveriges riksdag.
- 4 november - Republikanen Dwight D. Eisenhower väljs till president i USA.

## Organisationshändelser
- 2 juni – Socialdemokraternas partikongress inleds i Stockholm med att Tage Erlander avtäcker Carl Eldhs Brantingmonument på Norra Bantorget
- Juni – Ny ordförande för Folkpartiets ungdomsförbund blir den 34-årige Gunnar Helén
- Juni – Vid Högerpartiets riksstämma förklarar partiledaren Jarl Hjalmarson att högerns mål är "en egendomsägande demokrati".

## Födda
- 11 mars – Ricardo Martinelli, Panamas president 2009–2014.
- 20 september – Manuel Zelaya, Honduras president 2006–2009.
- 5 oktober – Emomaly Rahmon, Tadzjikistans president sedan 1994.
- 7 oktober – Vladimir Putin, Rysslands president 1999–2008.

## Avlidna
- 25 januari – Sveinn Björnsson, Islands president 1944–1952.
- 13 mars – Johan Nygaardsvold, Norges statsminister 1935–1945.
- 21 juli – Pedro Lascuráin Paredes, Mexikos president 18 februari 1913 kl 17.15–18.00.
- 22 september – Kaarlo Juho Ståhlberg, Finlands förste president 1919–1925.
- 9 november – Chaim Weizmann, Israels första president 1949–1952.

### Fotnoter
1. ↑  ”German Democratic Republic Districts (1952 - 1990)” (på engelska). World Statesmen. http://www.worldstatesmen.org/Ger_districts.html. Läst 7 november 2012.
2. ↑  ”Puerto_Rico.html” (på engelska). World Statesmen. http://worldstatesmen.org/Puerto_Rico.html. Läst 7 november 2012.